# لینکلن، شهرستان میدلند، میشیگان
لینکلن (به انگلیسی: Lincoln Township) یک منطقهٔ مسکونی در ایالات متحده آمریکا است که در شهرستان دانیلز، میشیگان واقع شده‌است.
 لینکلن ۶۰٫۸ کیلومتر مربع مساحت و ۲٬۲۷۷ نفر جمعیت دارد و ۱۹۵ متر بالاتر از سطح دریا واقع شده‌است.